# Bisdom Dharmapuri
Het bisdom Dharmapuri (Latijn: Dioecesis Dharmapuriensis) is een rooms-katholiek bisdom met als zetel Dharmapuri, in India. Het bisdom is suffragaan aan het aartsbisdom Pondicherry-Cuddalore. 

## Geschiedenis
Het bisdom werd opgericht op 24 januari 1997, uit delen van het bisdom Salem. 

## Parochies
Het bisdom had in 2021 een oppervlakte van 9.641 km2 en telde 3.400.300 inwoners waarvan 1,7% rooms-katholiek was.

## Bisschoppen
- Joseph Anthony Irudayaraj (24 januari 1997 - 13 januari 2012)
- Lawrence Pius Dorairaj (13 januari 2012 - heden)

Pondicherry-Cuddalore (aartsbisdom) · Dharmapuri · Kumbakonam · Salem · Tanjore